# Канол ет Аржантјер
Канол ет Аржантјер (фр. Canaules-et-Argentières) насеље је и општина у јужној Француској у региону Лангдок-Русијон, у департману Гар која припада префектури Виган.
По подацима из 2011. године у општини је живело 375 становника, а густина насељености је износила 37,28 становника/km². Општина се простире на површини од 10,06 km². Налази се на средњој надморској висини од 112 метара (максималној 168 m, а минималној 88 m).

## Демографија
| 1962. | 1968. | 1975. | 1982. | 1990. | 1999. | 2011. |
| ----- | ----- | ----- | ----- | ----- | ----- | ----- |
| 388   | 395   | 352   | 345   | 353   | 342   | 375   |

График промене броја становника у току последњих година